# Rallye Großbritannien 1976
Die 32. Rallye Großbritannien war der 10. und letzte Lauf zur Rallye-Weltmeisterschaft 1976. Sie fand vom 27. bis zum 30. November in der Region von Bath statt. Von den 76 geplanten Wertungsprüfungen wurden sechs abgesagt.

## Klassifikationen

### Endergebnis
| Rang | Fahrer          | Co-Pilot              | Auto                    | Zeit (Std./Min./Sek.) | Rückstand Sieger (Std./Min./Sek.) Rückstand V (Min./Sek.) |
| ---- | --------------- | --------------------- | ----------------------- | --------------------- | --------------------------------------------------------- |
| 1    | Roger Clark     | Stuart Pegg           | Ford Escort RS1800 MKII | 6:02:26               | 00:00                                                     |
| 2    | Stig Blomqvist  | Hans Sylvan           | Saab 99 EMS             | 6:07.03               | 04:37                                                     |
| 3    | Björn Waldegård | Hans Thorszelius      | Ford Escort RS1800 MKII | 6:07:55               | 05:29 00:52                                               |
| 4    | Sandro Munari   | Silvio Maiga          | Lancia Stratos HF       | 6:08:49               | 06:23 00:54                                               |
| 5    | Ove Andersson   | Martin Holmes         | Toyota Corolla          | 6:11:43               | 09.17 02:54                                               |
| 6    | Billy Coleman   | Dan O’Sullivan        | Ford Escort RS1800 MKII | 6:11:48               | 09:22 00:05                                               |
| 7    | Anders Kulläng  | Claes-Göran Andersson | Opel Kadett GT/E        | 6:15:13               | 12:47 03:25                                               |
| 8    | Andrew Dawson   | Andrew Marriott       | Datsun 160J             | 6:22:07               | 19:41 06:54                                               |
| 9    | Brian Culcheth  | Johnstone Syer        | Triumph TR7             | 6:22:54               | 20:28 00:47                                               |
| 10   | Bror Danielsson | Ulf Sundberg          | Opel Kadett GT/E        | 6:24:28               | 22:02 01:34                                               |

Insgesamt wurden 71 von 200 gemeldeten Fahrzeuge klassiert:

### Herstellerwertung
| Pos. | Team   | Punkte |
| ---- | ------ | ------ |
| 1    | Lancia | 112    |
| 2    | Opel   | 57     |
| 3    | Ford   | 47     |
| 4    | Saab   | 43     |
| 5    | Datsun | 39     |

Die Fahrer-Weltmeisterschaft wurde erst ab 1979 ausgeschrieben.